# Heinrich Ludwig von Vietinghoff
Heinrich Ludwig (Andrej Karlowitsch) von Vietinghoff (russisch Андрей Карлович Фитингоф, wiss. Transliteration Andrej Karlovič Fitingof; * 11. Januar 1783 in Jömper; † 2. Mai 1853 in Moskau) war kaiserlich russischer Generalleutnant.

## Familie
Heinrich Ludwig war der Sohn des Landrats Heinrich Reinhold von Vietinghoff (1740–1806) und dessen Frau Charlotte, geborene von Ungern-Sternberg (1750–1812). Er heiratete Elisabeth von Szysko-Dolenga (um 1795–1841), eine Tochter des Gutsbesitzers Kaipas von Szysko-Dolenga.

## Karriere
Heinrich Ludwig wurde 1799 nach Deutschland gebracht, wo er seine ganze Schulzeit blieb und in den Jahren 1799–1801 Philosophie, Naturwissenschaft und Mathematik studierte. Nach Rückkehr in die Heimat, trat er in das russische Militär ein und zwar in die Kolonnenführerschule und erlernte die russische Sprache.
1802 wurde er Fähnrich und Generalstabsoffizier in der Quartiermeisterabteilung. 1803/05 war er mit topographischen Vermessungsarbeiten in seiner Heimatprovinz beschäftigt. 1805 Leutnant und zu dem auf dem Marsch nach Österreich befindlichen Armeekorps des Generals der Infanterie Friedrich Wilhelm von Buxhoeveden kommandiert. In der Dreikaiserschlacht bei Austerlitz erhielt er die Feuertaufe und wurde verwundet. 1806/07 nahm Vietinghoff im Korps des Generals der Kavallerie von Meyendorf an den Kämpfen in Rumänien gegen die Türken teil. 1807/09 wurde er mit Vermessungsarbeiten in Bessarabien beauftragt.
1809/10 half er bei der Blockade und Einnahme türkischer Festungen. Zum Oberleutnant avanciert und mit seinem ersten Orden dekoriert, zeichnete er sich bei der Einnahme der Festung Weddin besonders aus und wurde mit dem Orden des Heiligen Wladimir mit Schwertern ausgezeichnet. Im August 1812 marschierte sein Korps durch Rumänien nach Russland, um an den Kämpfen gegen die Napoleonische Armee teilzunehmen. Auf dem Marsch durch Polen zeichnete er sich im Festungskrieg, an der Einnahme von Warschau, Tschenstochau und Krakau aus und erhielt dafür den Goldenen Säbel und einen Halsorden mit Schwertern.
Im Korps des Generalleutnants Grafen von Lieven kämpfte er in der Völkerschlacht bei Leipzig mit und wurde durch Verleihung des preußischen Ordens Pour le Mérite ausgezeichnet. In Blüchers Armee ging Vietinghoff über den Rhein, nahm an den Schlachten bei Brienne, La Rothière, an dem Treffen von Chateau Thierry bis nach Paris teil. Zum Kapitän befördert kehrt er im Herbst 1814 nach Russland zurück, um 1815 nochmals nach Frankreich zu marschieren.
1817 wurde er Oberstleutnant und 1819 nach Wilna versetzt. Nach 1820 übernahm Vietinghoff im Erbgang von seinem Bruder Carl Friedrich von Vietinghoff das väterliche Erbe Gut Alt-Sommerhusen. 1821 wurde er Oberst und war 1820 bis 1830 Oberquartiermeister des I. und dann des VI. Korps. 1826 erhielt er für seine Tapferkeit in den Befreiungskriegen das Offizierskreuz des St. Georg-Ordens, Gehaltszulage und Gelddonation als Geschenk. 1832 wurde er zum Generalmajor befördert, dem Generalstab zugeteilt und zum Chef der topographischen Vermessung in Minsk ernannt. 1835 wurde er mit dem Ehrenzeichen „XXX Jahres des tadelosen Dienstes“ und 1839 mit dem St. Wladimir-Orden 3. Klasse ausgezeichnet.
1840 wurde Vietinghoff Chef der topographischen Aufnahme des Gouvernements Podolien. Allerdings blieb er bis 1841 in Minsk. In dieser Zeit war er vielfach helfend und fördernd tätig (evang.-luth. Kirche). Nach Abschluss seiner topographischen Vermessungsarbeiten wurde ihm vom Zar Nikolaus I. 1841 ein Gut von 2000 Hektar im „Schwarz-Erde-Gebiet“ (Ukraine) geschenkt und er wurde mit dem Ehrenzeichen „XXXV Jahre des tadellosen Dienstes“ ausgezeichnet.
1841/48 war er in Podolien und 1848 als Generalleutnant in Mogiljow tätig. 1843 wurde er mit einem Diamantring mit einem Monogramm des Zaren, 1847 mit dem Ehrenzeichen „XL Jahre des tadellosen Dienstes“ und 1848 mit dem St.-Annen-Orden ausgezeichnet sowie zum Generalleutnant befördert.
1851 wurde Vietinghoff zum Chef der topographischen Vermessung im Generalstab berufen. In dieser Stellung starb er nach kurzer Krankheit an einer Lungenentzündung am 21. Mai 1853 im Alter von 70 Jahren in Moskau und mit allen militärischen Ehren auf dem Friedhof für fremde Konfessionen beigesetzt.